# Streifenbarbe
Die Streifenbarbe (Mullus surmuletus) ist ein barschverwandter Meeresfisch, der im nordöstlichen Atlantik vom Senegal und den Kanarischen Inseln bis an die Küsten der Britischen Inseln und Südnorwegens vorkommt. Er lebt auch im Mittelmeer, im Schwarzen Meer sowie seltener in der Nordsee und im Skagerrak. Die Fische halten sich in Tiefen von 5 bis 400 Metern auf.

## Merkmale
Streifenbarben werden für gewöhnlich 25 Zentimeter lang. Die Maximallänge liegt bei 40 Zentimeter. Sie haben dann ein Gewicht von einem Kilogramm. Weibchen werden etwas größer als Männchen. Das Kopfprofil der Streifenbarbe ist weniger steil als bei der Rotbarbe. Ihre Färbung ist variabel, die Seiten durch rötliche und gelbbraune Längsstreifen gemustert. Der Bauch ist silbrigweiß. Ihre beiden Kinnbarteln sind länger als die Brustflossen. Die erste, hartstrahlige Rückenflosse hat einen dunklen braunen Streifen.

## Lebensweise
Streifenbarben leben bodennah auf vor allem auf groben Stein-, aber auch auf Sand- und Schlammböden, meist in Tiefen von 5 bis 60 Metern, im östlichen Ionischen Meer auch bis in Tiefen von 300 bis 400 Metern. Jungfische leben in großen Schwärmen, ausgewachsene Tiere eher in kleinen Gruppen oder (selten) allein. Sie suchen ihre aus kleinen Krebstieren, Würmern, Weichtieren und kleinen Fischen bestehende Nahrung mit Hilfe ihrer mit Geschmacks- und Tastzellen ausgestatteten Barteln und werden bei der Nahrungssuche oft von artfremden Fischen, vor allem Lippfischen und Meerbrassen, begleitet, die die aufgescheuchten Bodentiere fressen.
Als Folge der seit einigen Jahrzehnten wegen des Klimawandels steigenden Wassertemperaturen im nördlichen Atlantik hat sich das Verbreitungsgebiet der Art allmählich immer weiter nach Norden ausgedehnt.

## Fortpflanzung
Streifenbarben laichen von April bis Juli. Südlich im Atlantik lebende Populationen ziehen dazu oft in den Ärmelkanal. Die Eier haben einen Durchmesser von 0,85 bis 0,93 mm. Die Eier und die nach drei Tagen schlüpfenden, 2 mm langen Larven treiben pelagisch im Wasser und werden mit den Meeresströmungen oft weit verdriftet. Die im Ärmelkanal geschlüpften Tiere gelangen so in die Nordsee und in den Skagerrak. Mit einer Größe von drei Zentimetern gehen die Jungfische zum bodennahen Leben über, mit drei Jahren sind sie geschlechtsreif.